# میرزا محمدعلی محلوجی
میرزا محمدعلی محلوجی  از سیاستمداران ایرانی بود، که در دوره‌  نهم بعنوان نماینده کاشان و نطنز در مجلس شورای ملی حضور داشت.